# ジャンニ・クレリッチ

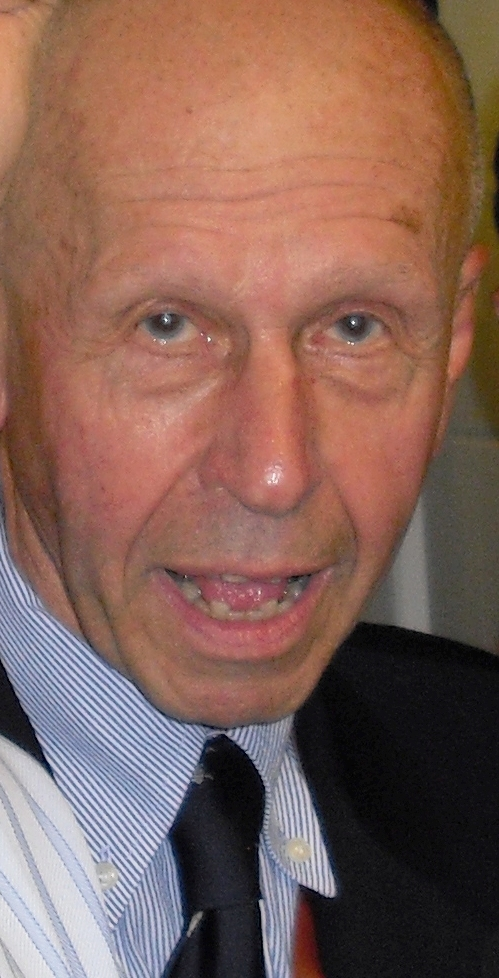
Gianni Clerici

ジャンニ・クレリッチ（Gianni Clerici, 1930年7月24日 - 2022年6月6日）は、イタリア・コモ出身のテニスジャーナリストである。本名は Giovanni Emilio Clerici （ジョバンニ・エミリオ・クレリッチ）という。
日本語にも翻訳された代表作『テニス500年』（原題：500 Anni di Tennis）や、スザンヌ・ランランの伝記『女神』（Divina）などの著書で広く知られる。彼は美術にも造詣が深く、群を抜いた美的感覚が著作にも反映されている。劇作家としても知られ、1987年に“Ottaviano e Cleopatra”（オクタウィアヌスとクレオパトラ）で「イタリア最優秀劇賞」の受賞歴も持つ。執筆活動のみならず、2003年に開場した全仏オープン博物館の建設にも貢献した。

## 生涯
イタリアのコモに生まれたクレリッチは、9歳の時から地元のテニスクラブのクレーコート（赤土）でこのゲームに親しみ始めたが、その少年時代に第2次世界大戦を経験した。彼はジュニアテニス選手としての活動を経て、1956年からミラノの日刊紙「イル・ジョルノ」でスポーツライターの仕事を始め、現在はローマのラ・レプッブリカ紙や週刊誌「レスプレッソ」を拠点に執筆活動を行っている。1965年、彼は初めてのテニス技術書として“Il Vero Tennis”を出版した。続編となる2冊目の技術書“II Tennis Facile”は、7年後の1972年に出版された。そして、彼の評価を決定づけた名著“500 Anni di Tennis”が登場する。
クレリッチの代表作『500 Anni di Tennis』は、主に図解に重点を置き、テニスの発祥以来500年の歴史を解説した大著である。本書はイタリア語初版が1974年に発行された後、直ちに世界的な評価を獲得し、英語・ドイツ語・フランス語・スペイン語・日本語の5言語に翻訳された。日本語訳は『テニス500年』というタイトルで、1978年3月に虫明亜呂無の翻訳により講談社から刊行された。英語訳には“The Ultimate Tennis Book: 500 Years of the Sport”（究極のテニス解説書）という題名があてられた。現地イタリア語版では、本書は4版の増補改訂を重ねてきた。
それから10年後の1984年、クレリッチはスザンヌ・ランランの生涯をたどった伝記『Divina. Suzanne Lenglen, la piu grande tennista del XX secolo』（女神－スザンヌ・ランラン、20世紀最大の女子テニス選手）を出版した。ランランに関しては多数の文献が出版されているが、クレリッチの本は類書の中で最も高い評価を得てきた。1987年にクレリッチが制作した劇“Ottaviano e Cleopatra”（オクタウィアヌスとクレオパトラ）は、当年度の「イタリア年間最優秀劇賞」を受賞した。スザンヌ・ランランの伝記の劇場版は、本の出版から16年後の2000年にローマで上演された。
クレリッチはその優れた美的感覚を生かし、2003年に完成した全仏オープン会場内の「ローランギャロス・テニス博物館」（Roland Garros' Tenniseum）の建築にも大きく貢献した。
ジャンニ・クレリッチの数多い受賞歴の中には、1992年度の「イタリア最優秀スポーツ・コラムニスト賞」や、1998年にイタリア・オリンピック委員会から授与された「生涯スポーツライター賞」などがある。2006年、クレリッチは「ジャーナリスト」部門で国際テニス殿堂入りを果たした。イタリア人の国際テニス殿堂入りは、1986年に殿堂入りしたニコラ・ピエトランジェリ以来2人目の偉業となった。ジャーナリスト部門では史上8人目となる。自らもジャーナリスト部門で国際テニス殿堂入りしたバド・コリンズ（アメリカ）は、自身の編纂した「テニス百科事典」の2008年版において「これまでに殿堂入りした7人のジャーナリストは、アメリカが4人（コリンズ自身を含む）イギリスが3人で、すべて英語で活動してきた。それだけに、多様性を備えた人物－イタリア語を母国語とし、フランス語・英語も堪能－の殿堂入りは史上初である」と、クレリッチへの賛辞を述べている。

## 主な著書
- Il Vero Tennis　［初版出版年：1965年］
- II Tennis Facile　［初版出版年：1972年］
- 500 Anni di Tennis　［初版出版年：1974年／日本語訳『テニス500年』、虫明亜呂無訳・講談社刊、1978年3月］
- Divina. Suzanne Lenglen, la piu grande tennista del XX secolo （女神－スザンヌ・ランラン、20世紀最大の女子テニス選手）　［初版出版年：1984年］　他、多数